# WSG Tirol
El Wattener Sportgemeinschaft Tirol (en español: Comunidad Deportiva Tirol de Wattens), oficialmente WSG Tirol, hasta 2019 llamado WSG Wattens es un equipo de fútbol de Austria que milita en la Bundesliga de Austria.

## Historia
Fue fundado en el año 1930 en el poblado de Wattens del estado de Tirol al oeste de Austria con el nombre SC Wattens, y han tenido varios nombres en su historia, los cuales han sido:
- SC Wattens (1930-53)
- SV Wattens (1953-71)
- SSW Innsbruck (1971-1984)
- WSG Wattens (1984-2019)
- WSG Tirol (2019-presente)

El periodo más exitoso del club fue entre 1968 y 1971, en los años en que formaba parte de la Bundesliga, la liga de fútbol más importante del Austria y jugó la Copa Intertoto 1970, su primer y hasta el momento, único torneo internacional.
Después de 1971 se fusionaron con el FC Wacker Innsbruck para formar al SSW Innsbruck, equipo que ganó la Bundesliga en 5 ocasiones y que avanzó hasta los cuartos de final de la Copa Europea de Clubes de 1977/78, aunque el club todavía existiera en las divisiones juveniles de Austria.
En 1984 la fusión terminó y ambos clubes se separaron y desde el 2003 juegan en la Regionalliga West de Austria.

## Palmarés
- Primera Liga de Austria: 1

2019
- Regionalliga West: 1

1968
- Landesliga West: 4

1989, 1995, 1999, 2003

## Participación en competiciones internacionales
- Copa Intertoto: 1 aparición

1970 - 3º Lugar Grupo B7

## Jugadores

### Jugadores destacados
| - Hans-Peter Berger - Roland Hattenberger - Ignacio Jaúregui - Friedrich Koncilia - Dennis Mimm | - Julius Perstaller - Oliver Schnellrieder - Ibrahima Sidibe - Walter Skocik - Michael Streiter | - Florian Sturm - Martin Švejnoha - Clemens Walch - Robert Wazinger - Thomas Winklhofer |

## Entrenadores
- Fritz Pfister (1964-1970)
- Edi Frühwirth (1970-1971)
- Hugo Perwein (1989-1990)
- Günther Rinker (1992-1993)
- Friedrich Peer (1994-1997)
- Wolfgang Schwarz (1997-2000)
- Günther Steinlechner (2000-2001)
- Fuad Đulić (2001)
- Michael Streiter (2001-2002)
- Georg Saringer (2005)
- Thomas Pfeiler (2006-2007)
- Klaus Schuster (2007)
- Robert Auer (2007-2008)
- Roland Kirchler (2008-2012)
- Robert Wazinger (2012-2013)
- Thomas Silberberger (2013-)